# جون برايدن
جون برايدن هو سياسي كندي، ولد في 3 ديسمبر 1833، وتوفي في 27 مارس 1915. انتخب عضو مجلس العموم الكندي عن دائرة  وقد انضم خلال فترته النيابية ‏ للكتلة البرلمانية الحزب الليبرالي الكندي وانتخب عضو الجمعية التشريعية لكولومبيا البريطانية ‏.